# Moral Orel
A Moral Orel egy 2005-ben bemutatott amerikai stop-motion animációs sorozat. A műsor alkotója Dino Stamatopoulos, a történet pedig egy vallásos városban nevelkedő fiú kalandjait mutatja be. A szinkronhangok közt megtalálható Scott Adsit, Jay Johnston, Carolyn Lawrence, Britta Phillips és William Salyers.
A sorozatot az Amerikai Egyesült Államokban az Adult Swim adta 2005. december 13. és 2008. december 18. között, amit 2009. január 18-án egy bónusz epizód, 2012. november 19-én pedig egy különkiadás követett. Magyarországon egyelőre nem került bemutatásra.

## Cselekmény
A sorozat főszereplője Orel Puppington, a kitalált Statesota állambeli keresztény városban, Moraltonban élő fiú. Orel minden nap igyekszik megfelelni a részeges és szigorú fundamentalista apjának és a helyi egyháznak is, miközben az iskolai akadályokat is igyekszik jól venni. A sorozatot a készítői a South Park és a Davey and Goliath című sorozatok kombinálásaként írták le, ami nem csak a kereszténységet és a fundamentalizmust, de a közép-amerikai kertvárosokat és a vallásos témájú sorozatokat is parodizálja.

## Szereplők
| Szereplő                   | Szinkronhang               |
| -------------------------- | -------------------------- |
| Orel Puppington            | Carolyn Lawrence           |
| Clay Puppington            | Scott Adsit                |
| Bloberta Puppington        | Britta Phillips            |
| Shapey Puppington          | Tigger Stamatopoulos       |
| Block Posabule             | Tigger Stamatopoulos       |
| Modella Hymentact          | Jeanette Baity             |
| Rod Putty                  | William Salyers            |
| Norm Fakey                 | Jay Johnston, David Herman |
| Agnes Sculptham            | Britta Phillips            |
| Daniel Stopframe           | Jay Johnston, Scott Adsit  |
| Doughy Latchkey            | Scott Adsit                |
| Joe Secondopinionson/Bendy | Jay Johnston               |
| Tommy Littler              | Britta Phillips            |
| Mr. Armature               | Dino Stamatopoulos         |
| Nursula Bendy              | Britta Phillips            |

## Epizódok
| Évad | Évad        | Epizódok    | Eredeti vetítés    | Eredeti vetítés    |
| Évad | Évad        | Epizódok    | Évadpremier        | Évadfinálé         |
| ---- | ----------- | ----------- | ------------------ | ------------------ |
|      | 1           | 10          | 2005. december 13. | 2006. július 31.   |
|      | 2           | 20          | 2006. november 13. | 2007. július 16.   |
|      | 3           | 13          | 2008. október 9.   | 2008. december 18. |
|      | Különkiadás | Különkiadás | 2012. november 19. | 2012. november 19. |